# Cenzura v Československu v době komunistického režimu
Cenzura je mj. úřední kontrola a potlačování informací. Cenzura může být různá v mnoha podobách a směrech, prostřednictvím kterých se reguluje tok informací k občanům: obsahová cenzura (interní předběžná cenzura, autocenzura, následná externí cenzura), ekonomická a fiskální, profesní, distribuční, a nakonec i následná justiční kontrola. Komunistická strana Československa sáhla k cenzuře informací, aby měla plnou kontrolu nad tokem informací. Komunisté však sami slovo cenzura nepoužívali, praxe však byla zcela odlišná. Využívání cenzurních praktik bylo pro režim klíčové, aby mohli vést vlastní propagandu s cílem přesvědčit obyvatelstvo o správnosti budování socialismu a slepém následování a poslouchání vládnoucí strany. „Propaganda je formou komunikace, která se snaží docílit takové reakce, která podporuje požadovaný záměr tvůrce propagandy. Oproti tomu přesvědčování je interakcí mezi tvůrcem záměrů a přesvědčovanou osobou, kde jde o naplnění potřeb obou stran.“
V době komunistického režimu dohlížely na kontrolu informací a obsahu různé speciálně vytvořené úřady a útvary. K podpoře cenzury obsahu mediálních produktů sloužily i ideologicky směřované novinářské svazy, které svým působením pomáhaly udržovat komunistický režim. Novinářem ve zmiňovaném období mohla být jen osoba, která byla oddaná a ideologicky souznící s režimem: „Novinář s nevyhovujícím (buržoazním) třídním původem měl v komunistických zemích mnohem menší šanci uplatnit se ve své profesi.“
Důležitý význam měly stranickopolitické noviny. „Vládnoucí režimy tu zlikvidovaly politickou konkurenci a nepřipustily existenci bulvárního tisku. Čtenářům nezbývalo než si vybrat na deformovaném trhu z nadekretovaného výběru.“ Totalitaristický režim dokázal novinová média zručně zneužít ke svým cílům, které nebyly v souladu se základními zásadami občanských práv, jako je například svoboda projevu.
V době komunistického režimu v Československu byly tajně kontrolovány ve velkém měřítku poštovní zásilky a byly tajně prováděny nelegální odposlechy telefonních hovorů. Bylo prováděno rušení zahraničního rozhlasového vysílání. Československé rozhlasové a televizní vysílání bylo rušeno při invazi vojsk Varšavské smlouvy do Československa.

## Realizace cenzury v praxi
Média po únorovém převzetí moci komunistickou stranou již neodpovídala za svoji činnost široké veřejnosti, ale vládnoucí straně KSČ. Komunisté využívali média k prosazení vlastních zájmů a nastolení vlastních témat. Stranická příslušnost (míněno členství v KSČ, nikoli v jiných politických stranách) byla u zaměstnaných novinářů povinná. „Posláním médií bylo vyvolávat masový souhlas veřejnosti s politikou KSČ. S cílem udržovat mocenský monopol KSČ, založený po prvních letech aktivní podpory již jen na poslušné rezignaci neinformovaných občanů, pracovala média nepřetržitě po celou dobu trvání komunistické moci – s výjimkou let 1968–1969.“
Na podzim roku 1948 byla zřízena Kulturní rada a jejím úkolem bylo „projednávat všechny zásadní otázky v oboru ideologie a kultury...“ Zmíněná rada se cenzurou zabývala v obecné rovině a běžné každodenní zásahy do zajišťovalo kulturně propagační oddělení ÚV KSČ a patřičná oddělení v jednotlivých krajích. Cenzura probíhala zpočátku přes drobné zásahy do textů v místním tisku, šlo například o úpravy vět, nebo vypouštění částí textu, postupně se vynechávaly i celé texty.
Po únorovém převratu bylo zrušeno několik periodik (například Dnešek či Listy) a ty, které byly zachovány, byly limitovány přídělem papíru, zestátněním vydavatelství či změnou personálního obsazení. „V prvních letech po převzetí moci byla běžná denní kontrola úkolem rozhlasového a tiskového odboru ÚV KSČ a tiskových referentů v krajském komunistickém aparátu, kteří hodnotili, jak redakce spolupracují, a případně měnili jejich vedení – jež bylo stranicky odpovědné za dodržování linie a směrnic KSČ.“ Za otisknutý obsah nesl zodpovědnost šéfredaktor daného média, který se podle výše zmíněných informací musel řídit pokyny tiskových referentů z krajských aparátů a tiskovým odborem ÚV KSČ, též musel být stranicky příslušný.
„Dohled nad médií mělo kulturně propagační oddělení ÚV KSČ, jehož součástí byl tiskové a vydavatelský odbor. Obdobná stranická oddělení působila v krajích a okresech. Aparát KSČ rozhodoval o existenci každého periodika, obsahu i personálním obsazení vedení redakce. Šéfredaktoři konzultovali s tiskovým a vydavatelským odborem buď na úrovni ÚV KSČ, nebo krajů a okresů, které informace mohou publikovat.“ Spolu s příslušným odborem ÚV KSČ probíhala kontrola médií i ze strany svazových orgánů, jako byl například v roce 1947 ustanovený Ústřední svaz československých novinářů. Situace se zhoršila od roku 1950 začalo platit nové nařízení od KSČ, že v každé redakci bude přítomen tzv. dohlížecí redaktor či redaktoři, kteří jsou politicky uvědomělí a jsou schopni kontrolovat každé připravované vydání novin.
V roce 1950 vyšel v platnost nový zákon s názvem Zákon o vydávání časopisů a o Svazu československých novinářů, ve kterém je cenzura nepřímo zmíněna. Zákon nese označení 184/1950 Sb., a píše se v něm:
„§ 1 (1) Posláním tisku je napomáhat budovatelskému úsilí československého lidu a jeho boji za mír a spolupracovat na jeho výchově k socialismu.
(2) Vydávání tisku, tj. novin, časopisů a jiných periodických publikací (dále jen ‚časopisy‘) nemůže být předmětem soukromého podnikání.
§ 2 Vydávání a rozšiřování časopisů řídí ministerstvo informací a osvěty; jde-li o časopisy odborné, v dohodě se zúčastněnými ústředními úřady.
§ 7 Odpovědnost za obsah časopisu, kterou má dosud odpovědný zástupce listu, přechází v den, který stanoví ministerstvo informací a osvěty vyhláškou v Úředním listu na šéfredaktora, nebo osobu pověřenou vedením redakce. V této vyhlášce stanoví ministerstvo informací a osvěty též podmínky, které osoba pověřená vedením redakce musí splňovati.“
Ze zmíněného zákona z roku 1950 je jasně patrné, že tisk musí souznět s tehdejší politikou a politickým směřováním státu, nelze psát kriticky k danému vývoji a musí tak plně napomáhat ve „výchově k socialismu“, což je značně zcela omezující při snaze o objektivní a svobodný tisk. Šlo tedy o jakousi autocenzuru ze strany šéfredaktora. Navíc bylo zakázáno soukromé podnikání, tedy veškeré informace proudily jen skrze stát a přes jeho kontrolní mechanismy, jako byly specifické odbory ÚV KSČ, tehdejší cenzurní ústav HSTD či KNV (obdobně v různých časových obdobích i ONV či MNV), které měly kontrolu nad samotnými státem vydávanými periodiky.
Krajskému tiskovému tajemníkovi až do vzniku cenzurního úřadu podléhali šéfredaktoři krajských a okresních periodik za „ideologický a politický obsah tiskovin a v případě pochyb se vyžadovala povinnost konzultovat s referenty tiskového odboru.“
V zákoně je v druhém bodě zmiňováno Ministerstvo informací a osvěty, to však v lednu 1953 zaniká a přechází pod Ministerstvo školství a osvěty. Vláda tajným usnesením č. 17 z 22.4.1953 zřídila Úřad státního tiskového dohledu jako „neveřejný“ orgán vlády. V návaznosti na centralizaci cenzurních prvků je tento orgán od roku 1954 nazýván Hlavní správa tiskového dohledu (HSTD). V září téhož roku je zřízeno ministerstvo kultury – Odbor tisku a s tím spojené pravomoci tak přechází pod jeho správu.
„V atmosféře počátku padesátých let si ale UV KSČ uvědomoval, že je nutné zavést systém, který zajistí, aby se v médiích opravdu na objevily nějaké nežádoucí informace.“ Změna tehdejší podoby kontroly na mediálními obsahy přišla v období chvíli před měnovou reformou, konkrétně 22. dubna 1953, kdy byla usnesením vlády zřízena Hlavní správa tiskového dohledu (HSTD), která měla na starost předběžnou cenzuru. „K publikování či vysílání mohly být uvolněny jen ty mediální obsahy, které pracovník HSTD prověřil (obtahy tisku, textu a scénáře připravené pro vysílání) a opatřil cenzurním číslem. Publikování či vysílání jakéhokoliv obsahu bez souhlasu HSTD bylo trestné.“
Až do roku 1953 byl vliv na média dělen mezi dva hlavní orgány, konkrétně mezi Ministerstvo informací a osvěty a s Kulturním a propagačním oddělením ÚV KSČ, noviny konkrétně pod odborem tiskovým. (Končelík a kol., Dějiny českých médií 20. století, str. 138, 2010) Cenzura tisku procházela v roce 1953 proměnou, z tehdejší podoby, kdy na kontrolu tisku dohlíželo současně jak Ministerstvo informací a osvěty tak patřičný odbor Ústředního výboru Komunistické strany Československa. Vznikl usnesením vlády ČSR v dubnu jeden cenzurní úřad s názvem Hlavní správa tiskového dohledu (HSTD). HSTD nejdříve působila samostatně při vládě KSČ, avšak v druhé polovině téhož roku byla začleněna pod Ministerstvo vnitra. Přesný důvod začlenění pod Ministerstvo vnitra není v archiváliích uveden, předpokládá se však, že smyslem mohla být přílišná administrativní náročnost pro HSTD při práci v krajích. Jelikož Ministerstvo vnitra mělo ke své působnosti správy v krajích mohla již začleněná HSTD využít tyto pobočky k tiskovému dohledu. Tehdy již Ministerstvo informací a osvěty neexistovalo, proto se logickým krokem jeví ministerstvo vnitra.
Dle dostupných archivních dokumentů o Ministerstvu informací se pomocí inventáře s informacemi mezi roky 1945–1953 dozvíme, že tiskový odbor ministerstva má dochované záznamy pouze do roku 1951, další záznamy zde nejsou vedeny a dohled nad tiskem byl pravděpodobně zcela předán pod ÚV KSČ, pod tiskový odbor.
25. října 1966 vstoupil v platnost tři roky připravovaný tiskový zákon (č. 81/1966 sb.), který obsahoval paragraf o zřízení tzv. Ústřední publikační správy, jímž se dosud tajný cenzurní úřad stal legální součástí státní správy. Obecně se vztahoval na veškerá media, ale po XII sjezdu KSČ roku 1962 byla tolerována kritika chyb a veřejná polemika v některých kulturně-politických tiskovinách. Ve slovenském týdeníku Kultúrny život tak již v letech 1962–1963 probíhala diskuse o obětech protizákonných procesů z 50. let, v Čechách tiskly kritické stati Literární noviny a do určité míry tak suplovaly opoziční list. Pražští členové Svazu čs. novinářů požadovali změnu tiskového zákona již 26. 2. 1968.
Zrušení předběžné cenzury odsouhlasil 4. března roku 1968 svým usnesením ÚV KSČ a bylo provedeno následnou novelou tiskového zákona. Po sovětské invazi do Československa se vláda podpisem tzv. „moskevského protokolu“ z 26. srpna 1968 zavázala k ovládnutí sdělovacích prostředků a již 30. srpna přijala usnesení č. 292 o mimořádných opatřeních ke kontrole prostředků hromadných informací. Národní shromáždění přijalo 13. září 1968 zákon č. 127 o mimořádných opatřeních ke kontrole sdělovacích prostředků a při předsednictvu vlády byl zřízen Úřad pro tisk a informace.
Personální čistky začaly probíhat vzápětí a cenzura byla opětně zavedena přísným centralizačním opatřením podle rezoluce ÚV KSČ ze 14.–17. listopadu 1968. V televizi byla odpovědnost přenesena na šéfredaktora vysílání a byl zaveden systém služeb, tzv. dežurných. V rozhlasu byla nová politická koncepce podpory politiky KSČ, přijatá v lednu 1969, spojena s propuštěním více než 600 či 800 zaměstnanců. Podobný osud stihl tiskoviny, ale některé, jako Listy a Reportér, definitivně zastavil Úřad pro tisk a informace až v květnu 1969.
Cenzura pak pokračovala po celou dobu normalizace až do roku 1989 a nezávislý tisk nahradil samizdat, exilová periodika a vysílání zahraničních rozhlasových stanic BBC, Hlas Ameriky a Svobodná Evropa. Cenzuru tehdy vykonávala státní organizace nazývaná Úřad pro tiskový dozor.